# Giovanni Ladislao Pyrker
Giovanni Ladislao Pyrker von Oberwart (in tedesco Johann Ladislaus Pyrker von Oberwart in ungherese felsőőri Pyrker János László; Nagyláng, 2 novembre 1772 – Vienna, 2 dicembre 1847) è stato un patriarca cattolico e scrittore ungherese di lingua tedesca.

## Biografia
Discendente da una nobile famiglia ungherese, nel 1792 entrò nell'abbazia di Lilienfeld dove ricoprì vari incarichi divenendone in poco tempo abate.
Dopo aver ricoperto la carica di vescovo di Spiš, fu nominato patriarca di Venezia nel 1820, secondo il volere dell'allora governo austriaco. Fu infine arcivescovo di Eger (1827).
Amico di Franz Grillparzer, scrisse poemi e drammi storici, risultando però piuttosto mediocre per il suo gusto antiquato.

## Genealogia episcopale e successione apostolica
La genealogia episcopale è:
- Cardinale Scipione Rebiba
- Cardinale Giulio Antonio Santori
- Cardinale Girolamo Bernerio, O.P.
- Arcivescovo Galeazzo Sanvitale
- Cardinale Ludovico Ludovisi
- Cardinale Luigi Caetani
- Cardinale Ulderico Carpegna
- Cardinale Paluzzo Paluzzi Altieri degli Albertoni
- Cardinale Flavio Chigi
- Papa Clemente XII
- Cardinale Giovanni Antonio Guadagni, O.C.D.
- Cardinale Cristoforo Migazzi
- Arcivescovo Michael Léopold Brigido
- Arcivescovo Sigismund Anton von Hohenwart, S.I.
- Patriarca Giovanni Ladislao Pyrker, O.Cist.

La successione apostolica è:
- Vescovo Giuseppe Grasser (1823)
- Cardinale Jacopo Monico (1823)
- Arcivescovo Plácido Sukias de Somal, C.A.M. (1826)
- Vescovo János Hám (1828)
- Arcivescovo József Krivinai Lonovics (1834)
- Vescovo Károly Rajner (1840)